# Magnolia ovoidea
Espèce
Synonymes
- Manglietia ovoidea Hung T.Chang & B.L.Chen

Statut de conservation UICN

 CR D : 
En danger critique
Magnolia ovoidea est une espèce de plantes à fleurs de la famille des Magnoliacées. C'est un arbre endémique de Chine.

## Description
C'est un arbre.

## Répartition et habitat
Cette espèce est endémique de Chine où elle est présente uniquement dans la province du Yunnan.